# HLE 12
De locomotief reeks 12 was een type elektrische locomotief dat in 1986 werd ingezet door de NMBS. De locs werden in het tweede deel van hun carrière uitsluitend gebruikt voor het trekken van goederentreinen tussen België en Noord-Frankrijk. Vroeger deden deze locs dienst voor passagierstreinen naar Lille, maar deze ritten werden later gereden door de treinstellen type AM96.
Uitzonderlijk waren ze ook te zien tussen Brussel en Parijs, bij een tekort aan reeks 15, 18 of CC40100, maar enkel in diensten die volledig door NMBS-bestuurders werden gereden.
Deze locomotieven waren, net als de vlak daarvoor gebouwde reeks 11, gebaseerd op de eerder gebouwde reeksen 27 en 21. Ze reden diensten naar Frankrijk en hebben daarom omvormers om zowel onder de traditionele Belgische bovenleiding van 3000 V gelijkspanning, als onder de 25 kV wisselspanning te kunnen rijden. Deze laatste werd ten tijde van de aankoop enkel in Frankrijk en op grensbaanvakken tussen België en Frankrijk gebruikt.
Er werden in 1985-1986 twaalf locs van dit type gebouwd, nl. 1201 t/m 1212. In 2012 zijn deze allemaal buiten dienst gesteld.
De 12 locomotieven zijn verkocht aan de Tsjechische maatschappij CZ loko en gemoderniseerd tot reeks Effiliner 3000 zodat ze inzetbaar zijn voor goederenvervoer.

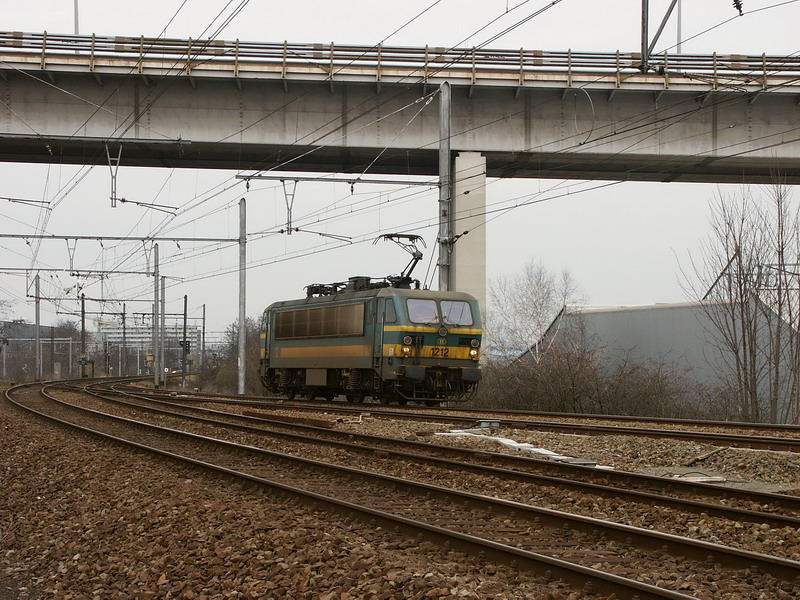
De 1212 bij Machelen